# Turški Vrh
Turški Vrh je naselje v Občini Zavrč.